# Talsperre Malpaso
Die Talsperre Malpaso befindet sich am Oberlauf des Río Mantaro in der peruanischen Region Junín. Dort liegt sie 21 km nordwestlich der Stadt La Oroya im Distrikt Paccha in der Provinz Yauli. Die Talsperre dient der Energieversorgung.

## Staudamm
Der Staudamm besitzt eine Kronenlänge von etwa 245 m. Er staut den Río Mantaro auf einer Länge von 10,3 km auf. Die maximale Stauseebreite liegt bei 500 m. 82 km flussaufwärts liegt die Talsperre Upamayo, unweit des Abflusses des Junín-Sees.

## Wasserkraftwerk
Das Wasserkraftwerk Malpaso (span. Central Hidroeléctrica Malpaso ⊙) liegt flussabwärts, 2 km vom Staudamm entfernt. Es verfügt über 4 Einheiten, wovon die Einheiten 2, 3 und 4 im Jahr 1937 in Betrieb gingen. Die Einheit 1 produziert seit 1954 Strom. Jede Einheit umfasst eine vertikal gerichtete Francis-Turbine. Die installierte Gesamtleistung beträgt 54,4 MW, die effektive Kraftwerkskapazität liegt bei 48,02 MW. Die durchschnittliche Jahresenergieproduktion beläuft sich auf 261 GWh. Eine etwa 2 km lange unterirdische Wasserleitung führt vom Stausee zum Wasserschloss (⊙) und weiter zum Kraftwerk. Das auf einer Höhe von 3870 m gelegene Wasserkraftwerk nutzt eine Netto-Fallhöhe von 80 m. Die Ausbauwassermenge liegt bei 80 m³/s.
Die Anlage wurde 2007 von SN Power Perú übernommen. Seit 2014 wird sie unter der Regie von Statkraft betrieben.